# Waterzooi

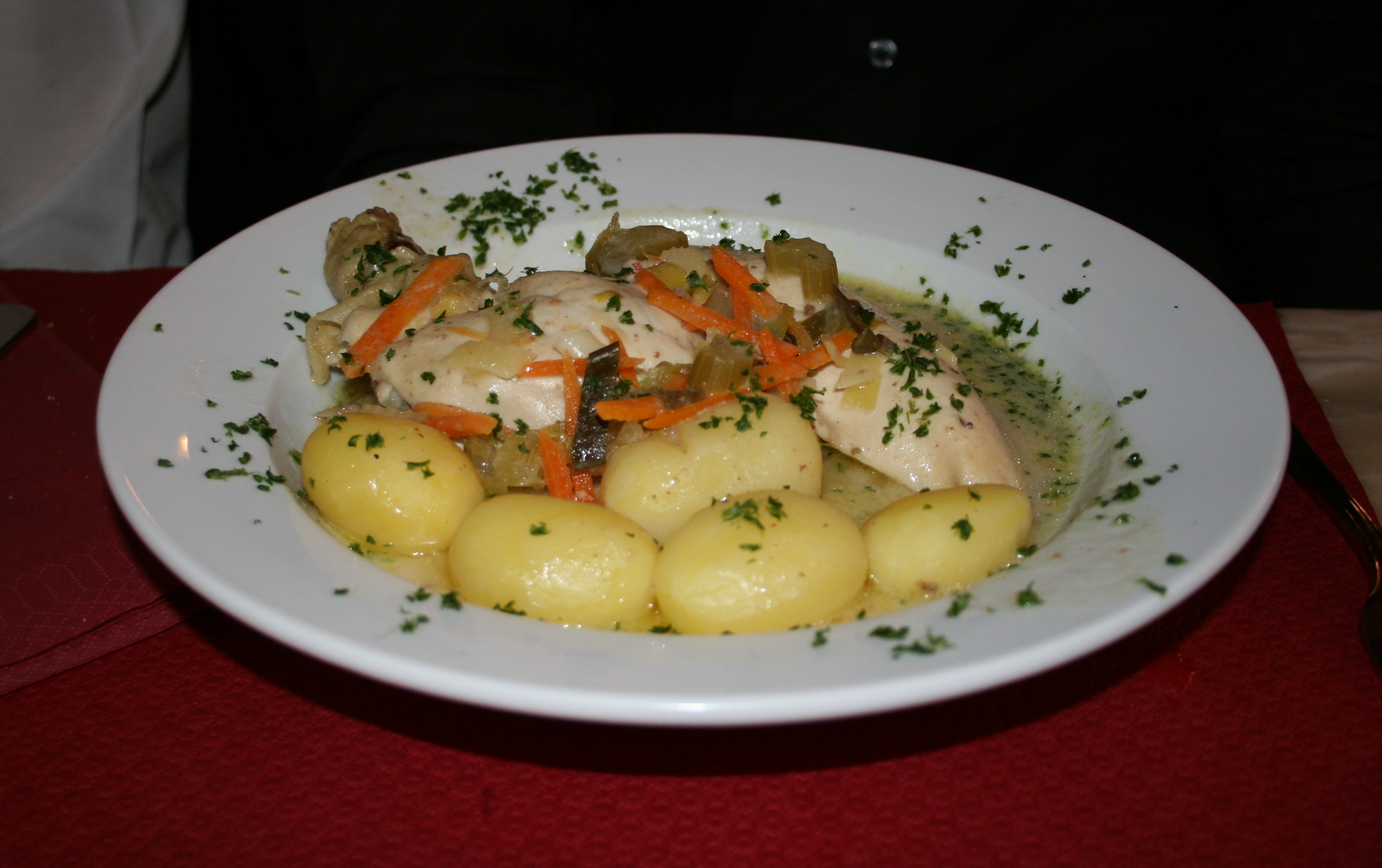
Waterzooi

Waterzooi – gęsta zupa przyrządzana z ryb, warzyw oraz ziół.
Przed spożyciem jest ona mieszana z żółtkami, a także podprawiana śmietaną. Potrawa ta wywodzi się z kuchni flamandzkiej.